# 久井・矢野の岩海
久井・矢野の岩海（くい・やののがんかい）は、「久井の岩海」と「矢野の岩海」の2つの岩海帯の総称名。1964年に国の天然記念物に指定された。
双方の岩海の距離は直線距離で10km以上離れている。

## 久井の岩海

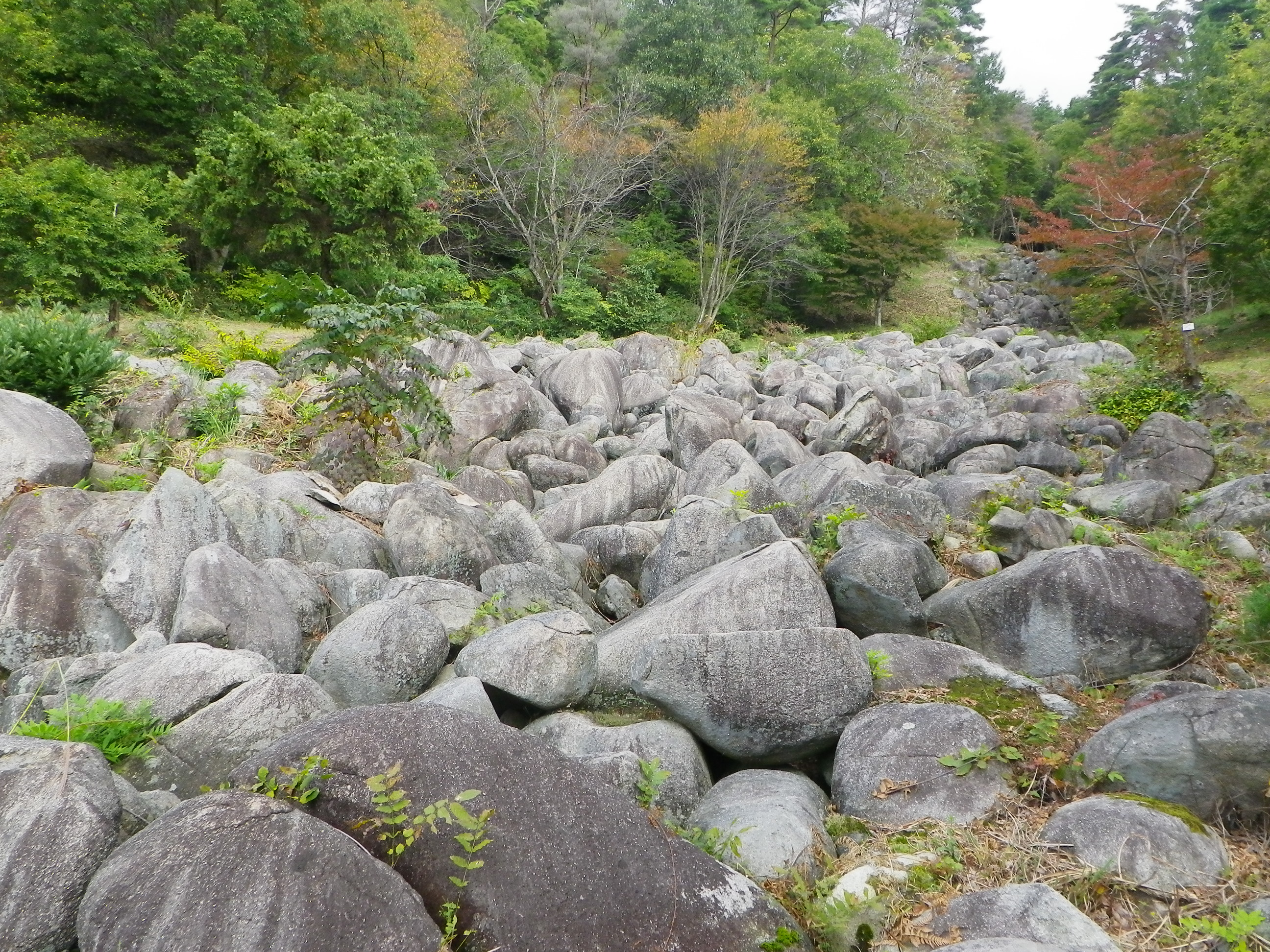
久井の岩海

広島県三原市久井町の宇根山中腹にある（北緯34度32分22.6秒 東経133度4分49.5秒 / 北緯34.539611度 東経133.080417度）、花崗閃緑岩が節理作用などで風化分解され、それが累積分布してできた帯状の地帯。おおごうろ・なかごうろ・こごうろ・ゼニガメごうろなどの数種類の岩礫の帯状分布が見られる。中でもおおごうろは長さ350m、幅90mの範囲に分布しており、その深さも10mにも及ぶ。また場所によるが、地底部を流れる水流音を聴ける場所もある。
2007年、日本の地質百選に選定された。

## 矢野の岩海

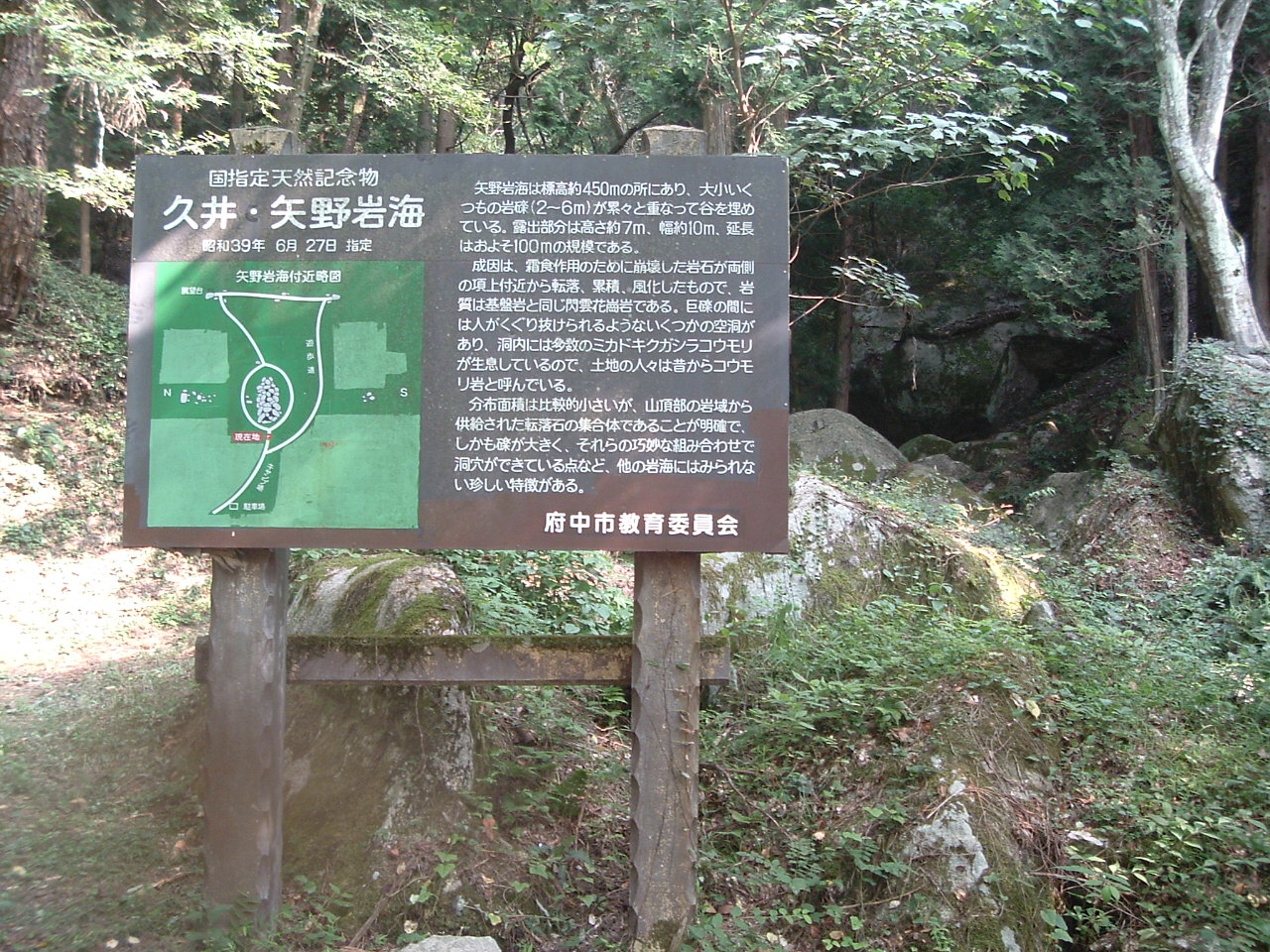
矢野の岩海

広島県府中市上下町矢野にある（北緯34度39分47秒 東経133度6分42.5秒 / 北緯34.66306度 東経133.111806度）。久井のものとほぼ同様の生成過程ではあるが、範囲は小規模で、ひとつひとつの巨大な岩が渓谷を埋めたような形状になっており、その下には洞窟状の空洞がある点が異なる。